# Summer Hit (Kurzfilm)
Summer Hit (Tagline A Semester Abroad) ist ein Kurzfilm von Berthold Wahjudi, der im Januar 2019 beim Filmfestival Max Ophüls Preis seine Premiere feierte. Im Film lassen sich zwei Erasmus-Studenten während ihres Auslandssemesters in München auf eine, anfänglich als rein sexuell gedachte, Beziehung ein.

## Handlung
Die junge Spanierin Laia verbringt im Rahmen des Erasmus-Programms ein Auslandssemester in München. Nach einer Nacht mit Emil, einem Studenten aus Island, mit dem sie in diesem Sommer eine sexuelle Beziehung begonnen hat, verlässt sie dessen Wohnung. Sie hat jedoch bei ihm ihren Geldbeute vergessen. Als sie davon in einer Textnachricht von Emil erfährt, springt sie aus dem Taxi und hängt die Fahrerin ab, die sie zu verfolgen versucht.
Als sie Emil in der Mensa der Uni trifft, ist der angesäuert, weil sie sich drei Tage nicht bei ihm gemeldet hat. Emil hat sich ein wenig in Laia verliebt, aber er versteht manchmal nicht, wie sie reagiert. Nach einem weiteren Mal Sex und einem weiteren Missverständnis, verlässt er sauer seine eigene Wohnung. Er lässt Laia zurück, die sich selbst aussperrt und daher nur mit einem Shirt bekleidet mit den öffentlichen Verkehrsmitteln nach Hause fahren muss. 
Als sie Emil wenig später auf einer Party wiedersieht und sie ihn mit einem Taxi nach Hause schicken will, weil ihm vom Bong-Rauchen übel ist, ist die Fahrerin die, die Laia wenige Tage zuvor noch abhängen konnte. Nun will sie aber ihr Geld, und Laia muss dieses mit Emils EC-Karte abheben. Sie nimmt ihn mit zu sich in ihre WG, wo sie sich mit Rodrigo ein Zimmer teilt. Dort bemerkt sie, dass sie Emil nach ihrer Rückkehr nach Spanien genauso vermissen wird, wie er sie.
Am nächsten Morgen verrät Emil ihr, dass er ihren Geldbeutel deshalb nicht gleich zurückgab, weil er sie wiedersehen wollte. Nun aber gibt er ihn Laia zurück und geht. Diesmal hat aber er etwas in ihrer Wohnung vergessen, nämlich sein Smartphone. Dieses behält nun wiederum Laia, damit sich eine Gelegenheit ergibt, Emil wiederzusehen.

## Produktion
Es handelt sich bei Summer Hit um eine Produktion von Gute Zeit Film in Kooperation mit der Hochschule für Fernsehen und Film München. Regie führte Berthold Wahjudi, der auch das Drehbuch schrieb.
Martina Roura, die Laia spielt, hatte zuvor bereits an einem Kurzfilm mitgewirkt. Für Atli Benedikt, der Emil spielt, ist es die erste Filmrolle überhaupt. Leonard Dick spielt Laias Mitbewohner Rodrigo. Die Dreharbeiten fanden in München statt.
Die Filmmusik stammt von Florian Paul und Nils Wrasse und wurde von W.O.T.S. Music produziert. Es spielten bei der Aufnahme Flurin Mück (Schlagzeug), Robin Jermer (Kontrabass), Paul Brändle (Gitarre), Sam Hylton (Klavier), Jakob Grimm (Bassposaune) und Nils Wrasse (Saxophon).
Eine erste Vorstellung des Films erfolgte am 16. Januar 2019 beim Filmfestival Max Ophüls Preis. Ende Juni 2019 wurde er beim Palm Springs International Short Film Festival vorgestellt. Nach der Absage des South by Southwest Film Festivals, wo der Film im März 2020 gezeigt werden sollte, stellten der Independentfilmverleih Oscilloscope Laboratories und das Technikunternehmen Mailchimp den Film 30 Tage lang kostenlos auf einer gemeinsamen Onlineplattform zur Verfügung. Hiernach können die Macher des Films entscheiden, ob sie ihn dort zwei weitere Jahre mit einer SVOD-Lizenz laufen lassen. Zudem gehört Summer Hit zu den Filmen, die beim South by Southwest Film Festival gezeigt werden sollten und durch eine Kooperation mit Amazon Prime Video im Rahmen der „SXSW 2020 Film Festival Collection“ von Amazon virtuell zur Verfügung gestellt werden. Der Film wird in den USA zehn Tage lang kostenlos vor der Prime-Video-Paywall verfügbar sein.

## Rezeption

### Kritiken
Von der Deutschen Film- und Medienbewertung wurde Summer Hit mit dem Prädikat Besonders wertvoll versehen. In der Begründung der Jury heißt es, der Film treffe die Stimmung unter den Studenten und die Gefühlsschwankungen zwischen Laia und Emil perfekt. Verbunden mit einem glaubhaft realistischen Setting, unterstützt durch das grobkörnige filmische Material, bekomme der Film einen fast dokumentarischen Touch. Geschuldet sei dies auch der stimmigen Besetzung mit gutem und unaufdringlichem Spiel, selbst bis in die Nebenrollen hinein. Das vorzügliche Drehbuch vertraue auf knappe und präzise Dialoge. Ebenso wird in der Begründung eine sehr gute Kameraführung und eine ebenso gute Montage angeführt.

### Auszeichnungen (Auswahl)
Filmkunstwochen München 2020
- Auszeichnung mit dem Starter-Filmpreis (Berthold Wahjudi)[7]

filmreif! – Bundesfestival junger Film 2019
- Auszeichnung in der Kategorie Besonderes Drehbuch (Berthold Wahjudi)
- Auszeichnung als Besonderer Film zum Thema Zukunft und Europa

Palm Springs International ShortFest 2019
- Auszeichnung als Bester Film in der Kategorie Live Action Short over 15 minutes

South by Southwest Film Festival 2020
- Nominierung für den Grand Jury Award – Narrative Short (Berthold Wahjudi)